# Brasema incredibilis
Brasema incredibilis är en stekelart som först beskrevs av Girault 1926.  Brasema incredibilis ingår i släktet Brasema och familjen hoppglanssteklar. Inga underarter finns listade.